# Germanvox-Wega

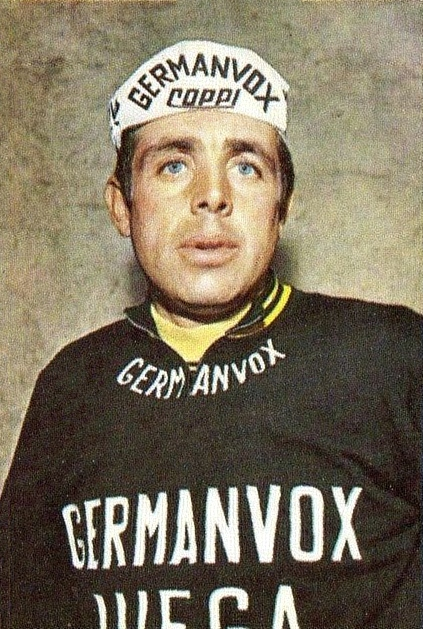
Guido Reybrouck

L'equip Germanvox-Wega va ser un equip ciclista italià, de ciclisme en ruta que va competir entre 1967 i 1970.

## Principals resultats
- Trofeu Matteotti: Ole Ritter (1968)
- Gran Premi de Lugano: Ole Ritter (1970)

### A les grans voltes
- Giro d'Itàlia
  - 4 participacions (1967, 1968, 1969, 1970)
  - 2 victòries d'etapa:
    - 1 al 1967: Ole Ritter
    - 1 al 1969: Ole Ritter

  - 0 classificació finals:
  - 0 classificacions secundàries:

- Tour de França
  - 0 participacions

- Volta a Espanya
  - 1 participacions (1970)
  - 3 victòries d'etapa:
    - 3 al 1970: Guido Reybrouck (3)

  - 0 classificació finals:
  - 2 classificacions secundàries:
    - Classificació per punts: Guido Reybrouck (1970)
    - Classificació de la combinada: Guido Reybrouck (1970)